# Distretto municipale di Sefwi-Wiawso
Il distretto municipale di Sefwi-Wiawso (ufficialmente Sefwi-Wiawso Municipal District, in inglese) è un distretto della Regione Nordoccidentale del Ghana.